# Maria Clara Drummond

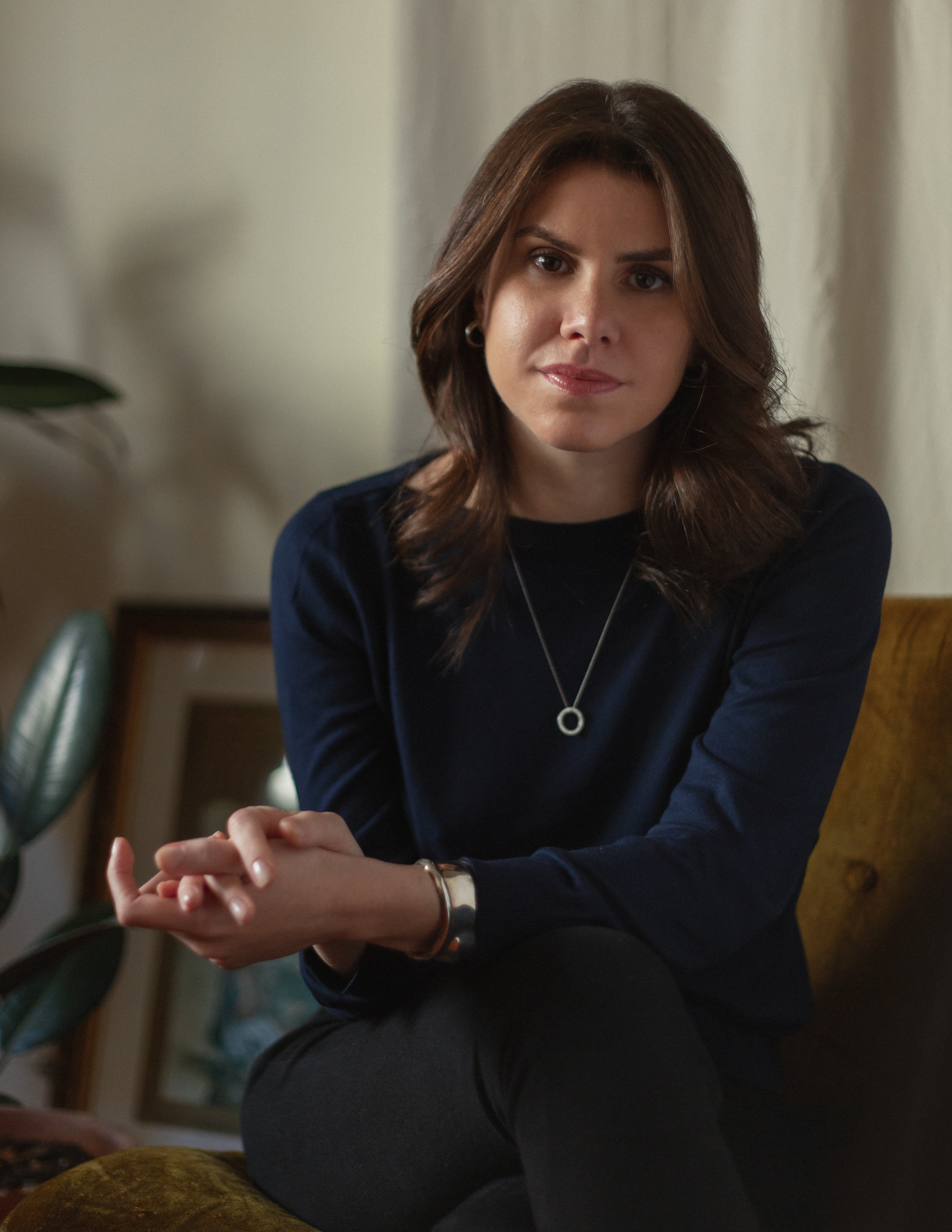
Clara Drummond, 2022

Maria Clara Drummond (Rio de Janeiro, 7 de novembro de 1986) é uma jornalista e escritora brasileira. Publicou em 2013 seu primeiro livro, o romance A festa é minha e eu choro se eu quiser (Editora Guarda-Chuva). Em 2015, publicou A Realidade Devia Ser Proibida (Companhia das Letras) e em 2022 publicou Os Coadjuvantes (Companhia das Letras).  

## Obras
- 2013 - A Festa É Minha e Eu Choro se Eu Quiser (Editora Guarda-Chuva)
- 2015 - A Realidade Devia Ser Proibida (Companhia das Letras)
- 2022 - Os Coadjuvantes (Companhia das Letras)